# Lathrolestes protrusus
Lathrolestes protrusus är en stekelart som beskrevs av Barron 1994. Lathrolestes protrusus ingår i släktet Lathrolestes och familjen brokparasitsteklar. Inga underarter finns listade i Catalogue of Life.